# El Congrés i els Indians
El Congrés i els Indians es uno de los siete barrios que integran el distrito de San Andrés de Barcelona. Tiene una superficie de 0,40 km² y una población de 14 044 habitantes (2016).

## Demografía
A 1 de enero de 2013 el barrio del Congrés i els Indians tenía una población de 14.010 habitantes, con una densidad de 35.025 habitantes por km². El perfil demográfico de esta población es el siguiente:
- Población por sexo (2013)[2]
  - Hombres: 6.360 (45,4%)
  - Mujeres: 7.650 (54,6%)
- Población por edad (2009)[3]
  - Niños (0-14 años): 11,8  %
  - Jóvenes (15-24 años): 8,4%
  - Adultos (25-64 años): 54,2%
  - Mayores (65 años o más) : 25,6%
- Población por lugar de nacimiento (2009)[4]
  - Barcelona: 54,9%
  - Resto de Cataluña 7,2%
  - Resto de España: 20,8%
  - Extranjero: 17,1%

## Fiestas mayores
Cada año, a finales del mes de septiembre, la barriada de Els Indians celebra su fiesta mayor. El origen de la celebración es incierto, y las referencias más antiguas que se conservan datan de los años 1940. Aunque la celebración se perdió durante la dictadura, la fiesta se retomó en 1983. 
La primera semana de octubre, una vez finalizadas las fiestas de Els Indians, El Congrés toma el relevo y organiza su fiesta patronal, cuyo origen se remonta a 1986. Estas fiestas se celebran en honor al patrón de la barriada, San Pío X, a pesar de que su festividad es el 20 de agosto.